# Suastunturi
Suastunturi är ett berg i Finland.   Det ligger i den ekonomiska regionen  Fjäll-Lappland  och landskapet Lappland, i den norra delen av landet, 900 km norr om huvudstaden Helsingfors. Toppen på Suastunturi är 484 meter över havet, eller 89 meter över den omgivande terrängen. Bredden vid basen är 2,6 km.
Terrängen runt Suastunturi är platt österut, men västerut är den kuperad.  Trakten runt Suastunturi är nära nog obefolkad, med mindre än två invånare per kvadratkilometer.